# Teddy Dunn
Edward Wilkes Dunn, dit Teddy Dunn, est un avocat et ancien acteur australo-américain, né le 19 juin 1980 à Torquay, (Victoria) en Australie.
Il est surtout connu pour interpréter le rôle de Duncan Kane dans la série Veronica Mars (2004-2006).

## Biographie
Il a grandi à Durham, en Caroline du Nord. Il a fréquenté la Phillips Academy, un lycée préparatoire situé à Andover, dans le Massachusetts, et a obtenu son diplôme en 1999. Il a étudié à la Northwestern University, où il a étudié le théâtre et les sciences politiques en 2003. Il a repris ses études et a ensuite obtenu un diplôme en droit de la Faculté de droit la Boston (La Boston College Law School) de Newton, dans le Massachusetts, en 2013.

## Carrière

### Acteur[2]

Logo original de la série télévisée Veronica Mars.

En 2004, il décroche un rôle principal dans la série Veronica Mars en interprétant Duncan Kane, un ado riche de 17 ans aux côtés de Kristen Bell et Jason Dohring lors des deux premières saisons. La série a été diffusée du 22 septembre 2004 au 22 mai 2007.
Il participe le temps d'un épisode dans les séries Grey's Anatomy, Les experts : Manhattan, Gilmore Girls.
En 2008, il fait partie de la distribution du film Jumper aux côtés de Hayden Christensen et de Samuel L. Jackson. 
Il met un terme a sa carrière d'acteur en 2009 pour reprendre ses études de droit.

### Avocat[3]
Il a obtenu un diplôme en droit de la Faculté de droit la Boston (La Boston College Law School) à Newton, dans le Massachusetts, en 2013. Il a également passé un semestre à La Haye, aux Pays-Bas, pour assister une équipe chargée du procès dans la poursuite d'un général militaire pour génocide.
Il a commencé à exercer au sein du groupe de droit des cols blancs et des litiges relatifs aux valeurs mobilières dans un cabinet d’avocats mondial de premier plan à New York.
Il exerce ensuite en tant qu'avocat plaidant spécialisé dans les litiges en droit pénal et en valeurs mobilières. Il est actuellement associé au cabinet d'avocats Walden Macht & Haran LLP, basé à New York. Il représente des sociétés et des particuliers dans les domaines pénal, civil et réglementaire.

## Filmographie
- 2004 : Gilmore Girls (série télévisée) : Graham Sullivan
- 2004 : Un crime dans la tête (The Manchurian Candidate) : Wilson
- 2004-2006 : Veronica Mars (série télévisée) : Duncan Kane (rôle principal, saisons 1 et 2 - 44 épisodes)
- 2005 : Campus Confidential (TV) : Brandon
- 2006 : Grey's Anatomy (série télévisée) : Heath Mercer (saison 2, épisode 20)
- 2008 : Jumper : Mark Kobold
- 2008 : Les Experts : Manhattan (CSI: NY) (série télévisée) : Kevin Hall
- 2009 : Kill Theory : Brent
- 2009 : A Good Funeral : Bret